# Kurt Honolka
Kurt Honolka (* 27. September 1913 in Leitmeritz, Böhmen; † 7. Oktober 1988 in Stuttgart) war ein deutscher Musikwissenschaftler, Journalist sowie Musik- und Theaterkritiker.

## Leben
Nach dem Abitur studierte Honolka in Prag neben Musikwissenschaft auch Jurisprudenz und promovierte zum Doktor der Rechte. Beruflich wandte er sich später fast ausschließlich dem Gebiet der Musik zu. Am 12. Juli 1939 beantragte er die Aufnahme in die NSDAP und wurde rückwirkend zum 1. April desselben Jahres aufgenommen (Mitgliedsnummer 7.101.043). und schrieb seit 1939 für die Prager Tageszeitung Der neue Tag. Seit 1941 war er Kriegsberichter bei der Wehrmacht und publizierte in dieser Zeit u. a. Kampfflieger über England. Aus dem Tagebuch einer Kampffliegerstaffel (Fels-Verlag, Essen 1942), sowie Fliegerkameraden (Fels-Verlag, Essen 1944).
Nach dem Ende des Zweiten Weltkriegs wurden diese Werke in der SBZ in die Liste der auszusondernden Literatur aufgenommen.
Von 1949 bis 1963 war Honolka Kolumnist und Musikkritiker bei der Tageszeitung Stuttgarter Nachrichten. Außerdem betätigte er sich als Musikschriftsteller und übersetzte zahlreiche Opernlibretti, vor allem aus dem Tschechischen und dem Italienischen, ins Deutsche. Er bemühte sich auch, manch vergessenes Opernwerk bedeutender Komponisten wiederzubeleben, indem er ihm einen neuen, bühnenwirksameren Text unterlegte, so beispielsweise zu Carl Maria von Webers Euryanthe und Franz Schuberts Alfonso und Estrella.
1980 wurde Kurt Honolka die Verdienstmedaille des Landes Baden-Württemberg verliehen. 1986 erhielt er den Schubart-Literaturpreis der Stadt Aalen.

## Werke (Auswahl)

### Bücher
- Das vielstimmige Jahrhundert. 1960.
- Musik im 20. Jahrhundert. 1960.
- Der Musik gehorsame Tochter. 1962.
- Knaurs Weltgeschichte der Musik. Droemer Knaur 1968, Neuauflage 1979, ISBN 3-426-03610-X.
- Antonín Dvořák. Mit Selbstzeugnissen und Bilddokumenten. Rowohlt 1974. (Neuauflage 2002, ISBN 3-499-50220-8)
- Bedřich Smetana in Selbstzeugnissen und Bilddokumenten. Rowohlt, Reinbek 1978, ISBN 3-499-50265-8.
- Die großen Primadonnen. Vom Barock bis zur Gegenwart. Heinrichshofen, Wilhelmshaven 1961. (Neuauflage 1982, ISBN 3-7959-0279-7)
- Leoš Janáček. Sein Leben – sein Werk – seine Zeit. Belser, Stuttgart/Zürich 1982, ISBN 3-7630-9027-4.
- Papageno. Emanuel Schikaneder. Der große Theatermann der Mozart-Zeit. 1984, ISBN 3-7017-0373-6.
- Schubart. Dichter und Musiker, Journalist und Rebell. Sein Leben, sein Werk. Stuttgart 1985, ISBN 3-421-06247-1
- Hugo Wolf – sein Leben, sein Werk, seine Zeit. Deutsche Verlagsanstalt, Stuttgart 1988, ISBN 3-421-06477-6.

### Übersetzungen von Libretti
- Zwei Witwen, Oper von Bedřich Smetana
- Die verkaufte Braut, Oper von Bedřich Smetana
- Dalibor, Oper von Bedřich Smetana
- Die Teufelskäthe, Oper von Antonín Dvořák
- Osud (Schicksal), Oper von Leoš Janáček
- Les vêpres siciliennes, Oper von Giuseppe Verdi
- Così fan tutte, Oper von Wolfgang Amadeus Mozart
- Idomeneo, Oper von Wolfgang Amadeus Mozart
- Amahl und die nächtlichen Besucher, Oper von Gian Carlo Menotti
- Hilfe, Hilfe, die Globolinks, Oper von Gian Carlo Menotti